# Río Paredones
Río Paredones är ett vattendrag  i Chile.   Det ligger i regionen Región de O'Higgins, i den mellersta delen av landet, 90 km söder om huvudstaden Santiago de Chile.
Omgivningen kring Río Paredones är ofruktbar med liten eller ingen växtlighet och området är glesbefolkat, med 11 invånare per kvadratkilometer.